# Darevskia praticola
Darevskia praticola este o specie de șopârle din genul Darevskia, familia Lacertidae, ordinul Squamata, descrisă de Eversmann 1834. A fost clasificată de IUCN ca specie cu risc scăzut. Conform Catalogue of Life specia Darevskia praticola nu are subspecii cunoscute.

## Galerie

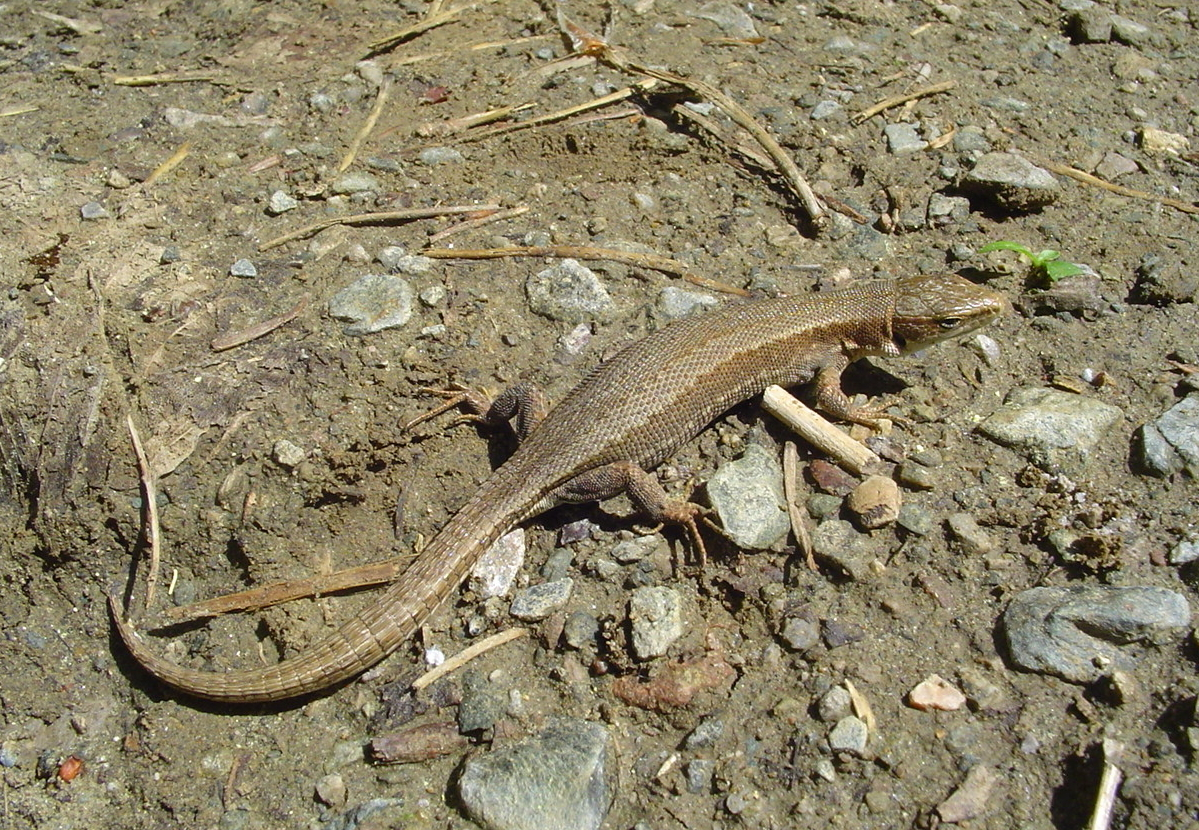